# SK Teletech
SK Teletech era una società coreana specializzata nella produzione di telefoni cellulari.
Fa parte del SK Telecom e fu fondata nel 1998. Il nome del suo marchio è SKY.
SK Teletech aveva interessi oltre che in Corea in Giappone, Hong Kong, Cina, Europa, Australia, Taiwan, USA e Canada.
Nel dicembre 2005 si è fusa in Pantech.
La maggior parte dei prodotti venduti sotto il marchio SKY appartengono attualmente alla compagnia sorella "Pantech Curitel" e "Sky Electronics".